# Doriopsis
Doriopsis Pease, 1860 è un genere di molluschi nudibranchi della famiglia Dorididae.

## Tassonomia
Comprende le seguenti specie:
- Doriopsis bataviensis Bergh, 1890
- Doriopsis brockii Bergh, 1890
- Doriopsis granulosa Pease, 1860
- Doriopsis pecten (Collingwood, 1881)